# 舒思瑶
舒思瑶（1992年9月12日—），四川泸州人，中國女子藝術體操運動員，現時為中國國家藝術體操隊的隊長。2014年，網絡瘋傳一張她懸空倒立做一字馬的照片，因而有新版“一字马女神”的稱號。

## 生平
舒思瑶从小就很好动，3岁便开始学习民族舞蹈，至6岁時，母親在老师建议下讓她开始练艺术体操。她在练了一两个月后便参加了省比赛，更被省隊选中，但母親担心她年紀太小，不让她去；結果在一年后又被选上了，於是就开始进入四川省艺术体操队。
启蒙教练吴伟清認為舒思瑶性格开朗，而且身材苗条、四肢修长、五官端正、“有灵气”，這些都会令整个表演更有感染力。至於运动表現方面，吴伟清指舒思瑶的形态得分很高，柔韧度、运动能力、控制能力等方面也不错，学習也比其他人快。
2009年10月，舒思瑶參加在山东省德州市举行的第十一届全国运动会，除助四川队贏得团体赛银牌外，亦在个人全能绳操比赛中，以20.950分得第九名。
2013年9月，舒思瑶參加在遼寧省瀋陽市举行的第十二届全国运动会，获得团体铜牌和个人全能第5名。
2014年3月，舒思瑶与國家隊队友出戰艺术体操世界杯匈牙利站，分別在3球2带决赛中以17.283分获得金牌，又在10棒决赛中以16.750分获得银牌；这是中国队在艺术体操世界杯赛场上，第一次夺得冠军。
2015年9月，舒思瑶代表中國參加在德国斯图加特舉行的世界藝術體操錦標賽。她與赵敬楠、鲍语晴、杨晔和张玲組成的隊伍以33.199分获得集体全能第八名，直接获得了里約奥运会的參賽资格。
2016年8月，舒思瑶代表中國參加在巴西里約熱內盧舉行的奧林匹克運動會，與赵敬楠、鲍语晴、杨晔和张玲組成隊伍出戰韻律體操女子團體全能比賽項目。她們在第一轮五人帶操項目取得16.333分，列第9名；在第二轮棒和圈操表演即将结束时，隊友杨晔因受伤而突然不能动弹，没能完成最后一个动作，最终中国队取得15.800分，列第11名，未能晋级决赛。

## 相片被盜用事件
2014年7月，网络上疯传一张年轻女子悬空倒立做一字马的照片，女子的双脚撑在两面墙中间，身体呈倒挂式，头部向下做出一字马劈叉动作，双手抓住脚踝，头部还能碰到腿。相中人正是舒思瑶，而此照片是她的队友鲍语晴半个多月前在国家艺术体操队的公寓走廊拍下的。不少网友對此高难度的动作瞠目结舌，紛紛奉相中女孩為“新版一字马女神”。
其後，一家扬州的瑜伽馆聲称是照片中的女子是该馆的私人教练陈艳，令瑜伽馆和陈艳登時火紅起來，并開始接受媒体采访。數日後，鲍语晴發現她拍的照片被盜用，於是透過微博澄清照片中的并非扬州姑娘陈艳，而是队友舒思瑶；並发布四张照片，展示了悬空做一字马时的细节情况。在证实盗用图片的情況後，网友指责涉事瑜伽馆及当事人的不诚信行为。
舒思瑶本人亦在网上回应此事，但只是希望大家清楚事情真相，并不想过多追究扬州那家瑜伽馆的责任。